# Mareike Nettersheim
Mareike Nettersheim (* 6. April 1983) ist eine deutsche Basketballspielerin.

## Laufbahn
Die 1,86 Meter große Innenspielerin ging für den TSV Bayer 04 Leverkusen und den BBZ 95 Leverkusen auf Korbjagd, ehe sie 2001 zum SV Union Opladen wechselte, der zu diesem Zeitpunkt gerade in die 2. Bundesliga aufgestiegen war. Nettersheim spielte die folgenden 17 Jahre für Opladen (später nach der Bildung einer Spielgemeinschaft mit BBZ 95 in SG BBZ Opladen umbenannt), 16 davon in der zweiten Liga. Im Spieljahr 2008/09 gelang ihr mit Opladen der Aufstieg in die 1. Damen-Basketball-Bundesliga, in der folgenden Saison 2009/10 spielte Nettersheim, die als Spielführerin fungierte, mit der Mannschaft in der höchsten deutschen Liga. In ihrer einzigen Bundesliga-Saison erzielte sie bei 17 Einsätzen im Durchschnitt 5,6 Punkte sowie 3,6 Rebounds je Begegnung. Mit dem Ende des Spieljahres 2017/18 verließ die beruflich als Erzieherin tätige Nettersheim die SG BBZ Opladen.